# Rivellia coquilletti
Rivellia coquilletti is een vliegensoort uit de familie van de Platystomatidae. De wetenschappelijke naam van de soort is voor het eerst geldig gepubliceerd in 1914 door Hendel.